# Льюис, Деррик
Де́ррик Джеймс Лью́ис (англ. Derrick James Lewis; 7 февраля 1985, Новый Орлеан) — американский боец смешанного стиля, представитель тяжёлой весовой категории. Выступает на профессиональном уровне начиная с 2010 года, известен по участию в турнирах таких бойцовских организаций как UFC и Bellator, владел титулом чемпиона Legacy FC в тяжёлом весе, был дважды претендентом на титул чемпиона UFC в тяжёлом весе. Занимает 9 строчку официального рейтинга UFC в тяжёлом весе.

## Биография
Деррик Льюис родился 7 февраля 1985 года в городе Новый Орлеан, штат Луизиана. Воспитывался матерью-одиночкой, имел шестеро братьев и сестёр. Будучи трудным ребёнком, постоянно ввязывался в уличные драки. В 1999 году вместе с семьёй переехал на постоянное жительство в Хьюстон, штат Техас.
В возрасте семнадцати лет начал серьёзно заниматься боксом, готовился к своему первому любительскому бою, однако незадолго до его начала боксёрский зал неожиданно закрыли. Через две недели после окончания старшей школы Льюиса обвинили в нападении при отягчающих обстоятельствах и поставили на испытательный срок. Поступил в Университет штата Техаса, где состоял в студенческой команде по американскому футболу, однако так и не окончил это учебное заведение — нарушил свой испытательный срок и был приговорён к пяти годам лишения свободы (в итоге провёл в тюрьме около трёх с половиной лет). Освободившись, работал водителем тягача-эвакуатора, вскоре познакомился со смешанными единоборствами, а также под попечительством Джорджа Формана продолжил заниматься боксом. В 2009 году участвовал в любительских поединках по ММА и на волне успеха решил отказаться от бокса в пользу смешанных единоборств.
Дебютировал в смешанных единоборствах среди профессионалов в апреле 2010 года, победив техническим нокаутом во втором раунде известного американского реслера Ника Митчелла. Во втором своём поединке единогласным решением судей потерпел поражение от соотечественника Шона Джордана. В дальнейшем выиграл ещё несколько боёв, в том числе досрочно одержал победу над Райаном Мартинесом. В 2011 году Льюис присоединился к крупному американскому промоушену Bellator, но закрепиться здесь не сумел, уступив единогласным судейским решением Тони Джонсону.
Несмотря на проигрыши, Деррик Льюис продолжил регулярно участвовать в поединках в различных американских промоушенах и сделал серию из нескольких побед подряд, в частности, взяв верх над Джаредом Рошолтом, завоевал титул чемпиона Legacy Fighting Championship в тяжёлой весовой категории. Один раз защитил полученный чемпионский пояс. Один из его боёв был остановлен в начале первого раунда и признан несостоявшимся из-за повторявшихся ударов по затылку.
Имея в послужном списке девять побед и только два поражения, Льюис привлёк к себе внимание крупнейшей бойцовской организации Ultimate Fighting Championship и подписал с ней долгосрочное соглашение. Дебютировал в UFC в апреле 2014 года, первых двух соперников победил досрочно в первых же раундах. В третьем бою, встретившись с Мэттом Митрионом, сам оказался в нокауте в первом раунде. В 2015 году одолел южноафриканского бойца Руана Поттса и в матче-реванше вновь уступил Шону Джордану. Должен был драться с Энтони Хэмилтоном, но тот снялся с поединка из-за травмы, и в итоге его заменили чехом Виктором Пештой, которого Льюис победил техническим нокаутом. В 2016 году одержал победу над такими известными бойцами как Дамиан Грабовский, Габриэл Гонзага (лучшее выступление вечера), Рой Нельсон, Шамиль Абдурахимов.
Благодаря череде удачных выступлений удостоился права оспорить титул чемпиона UFC в тяжёлом весе, принадлежавший Дэниелу Кормье. Однако во втором раунде их противостояния попался в удушающий приём сзади и вынужден был сдаться.

## Статистика в профессиональном ММА
| Боёв 42         | Побед 29 | Поражений 12 |
| --------------- | -------- | ------------ |
| Нокаутом        | 24       | 7            |
| Сдачей          | 1        | 2            |
| Решением        | 4        | 3            |
| Не состоявшихся | 1        | 1            |

| Результат | Рекорд    | Соперник               | Способ                     | Турнир                                                | Дата            | Раунд | Время | Место                    | Примечание                                                      |
| --------- | --------- | ---------------------- | -------------------------- | ----------------------------------------------------- | --------------- | ----- | ----- | ------------------------ | --------------------------------------------------------------- |
| Победа    | 29-12 (1) | Таллисон Тейшейра      | TKO (удары)                | UFC Fight Night: Льюис vs. Тейшейра                   | 13 июля 2025    | 1     | 0:35  | Нэшвилл, Теннеси, США    | Продлил рекорд по количеству нокаутов в истории UFC (16)        |
| Победа    | 28-12 (1) | Родриго Наскименто     | TKO (удары)                | UFC on ESPN: Льюис vs. Насименту                      | 11 мая 2024     | 3     | 0:49  | Сент-Луис, Миссури, США  | Поставил рекорд по количеству побед нокаутом в истории UFC (15) |
| Поражение | 27-12 (1) | Жаилтон Алмейда        | Единогласное решение       | UFC Fight Night: Алмейда vs. Льюис                    | 4 ноября 2023   | 5     | 5:00  | Сан-Паулу, Бразилия      |                                                                 |
| Победа    | 27-11 (1) | Маркус Рожериу де Лима | ТКО (удары руками)         | UFC 291                                               | 29 июля 2023    | 1     | 0:33  | Солт-Лейк-Сити, Юта, США | «Выступление вечера» (5)                                        |
| Поражение | 26-11 (1) | Сергей Спивак          | Сдача (ручной треугольник) | UFC Fight Night: Льюис vs. Спивак                     | 4 февраля 2023  | 1     | 3:05  | Лас-Вегас, Невада, США   |                                                                 |
| Поражение | 26-10 (1) | Сергей Павлович        | TKO (удары руками)         | UFC 277                                               | 30 июля 2022    | 1     | 0:55  | Даллас, Техас, США       |                                                                 |
| Поражение | 26-9 (1)  | Тай Туиваса            | KO (удар локтем)           | UFC 271                                               | 12 февраля 2022 | 2     | 1:40  | Хьюстон, Техас, США      |                                                                 |
| Победа    | 26-8 (1)  | Крис Докас             | KO (удары)                 | UFC Fight Night: Льюис vs. Докас                      | 18 декабря 2021 | 1     | 3:36  | Лас-Вегас, Невада, США   |                                                                 |
| Поражение | 25-8 (1)  | Сирил Ган              | ТKO (удары руками)         | UFC 265                                               | 7 августа 2021  | 3     | 4:11  | Хьюстон, Техас, США      | Бой за титул временного чемпиона UFC в тяжёлом весе             |
| Победа    | 25-7 (1)  | Кёртис Блейдс          | KO (удар рукой)            | UFC Fight Night: Блейдс vs. Льюис                     | 20 февраля 2021 | 2     | 1:26  | Лас-Вегас, США           | «Выступление вечера» (4)                                        |
| Победа    | 24-7 (1)  | Алексей Олейник        | KO (удары руками)          | UFC Fight Night: Lewis vs. Oleinik                    | 8 августа 2020  | 2     | 0:21  | Лас-Вегас, США           |                                                                 |
| Победа    | 23-7 (1)  | Илир Латифи            | Единогласное решение       | UFC 247                                               | 8 февраля 2020  | 3     | 5:00  | Хьюстон, США             |                                                                 |
| Победа    | 22-7 (1)  | Благой Иванов          | Раздельное решение         | UFC 244                                               | 2 ноября 2019   | 3     | 5:00  | Нью-Йорк, США            |                                                                 |
| Поражение | 21-7 (1)  | Жуниор дус Сантус      | TKO (удары руками)         | UFC Fight Night: Lewis vs. dos Santos                 | 9 марта 2019    | 2     | 1:58  | Уичито, США              | «Лучший бой вечера» (3)                                         |
| Поражение | 21-6 (1)  | Дэниел Кормье          | Сдача (удушение сзади)     | UFC 230                                               | 3 ноября 2018   | 2     | 2:14  | Нью-Йорк, США            | Бой за титул чемпиона UFC в тяжёлом весе                        |
| Победа    | 21-5 (1)  | Александр Волков       | KO (удары руками)          | UFC 229                                               | 6 октября 2018  | 3     | 4:49  | Лас-Вегас, США           | «Выступление вечера» (3)                                        |
| Победа    | 20-5 (1)  | Франсис Нганну         | Единогласное решение       | UFC 226                                               | 6 июля 2018     | 3     | 5:00  | Лас-Вегас, США           |                                                                 |
| Победа    | 19-5 (1)  | Марчин Тыбура          | TKO (удары руками)         | UFC Fight Night: Cowboy vs. Medeiros                  | 18 февраля 2018 | 3     | 2:48  | Остин, США               | «Выступление вечера» (2)                                        |
| Поражение | 18-5 (1)  | Марк Хант              | TKO (удары руками)         | UFC Fight Night: Lewis vs. Hunt                       | 11 июня 2017    | 4     | 3:51  | Окленд, Новая Зеландия   | «Лучший бой вечера» (2)                                         |
| Победа    | 18-4 (1)  | Трэвис Браун           | KO (удары руками)          | UFC Fight Night: Lewis vs. Browne                     | 19 февраля 2017 | 2     | 3:12  | Галифакс, Канада         | «Лучший бой вечера» (1)                                         |
| Победа    | 17-4 (1)  | Шамиль Абдурахимов     | TKO (удары руками)         | UFC Fight Night: Lewis vs. Abdurakhimov               | 9 декабря 2016  | 4     | 3:43  | Олбани, США              |                                                                 |
| Победа    | 16-4 (1)  | Рой Нельсон            | Раздельное решение         | UFC Fight Night: dos Anjos vs. Alvarez                | 7 июля 2016     | 3     | 5:00  | Лас-Вегас, США           |                                                                 |
| Победа    | 15-4 (1)  | Габриэл Гонзага        | KO (удары руками)          | UFC Fight Night: Rothwell vs. dos Santos              | 10 апреля 2016  | 1     | 4:48  | Загреб, Хорватия         | «Выступление вечера» (1)                                        |
| Победа    | 14-4 (1)  | Дамиан Грабовский      | TKO (удары руками)         | UFC Fight Night: Hendricks vs. Thompson               | 6 февраля 2016  | 1     | 2:17  | Лас-Вегас, США           |                                                                 |
| Победа    | 13-4 (1)  | Виктор Пешта           | TKO (удары руками)         | UFC 192                                               | 3 октября 2015  | 3     | 1:15  | Хьюстон, США             |                                                                 |
| Поражение | 12-4 (1)  | Шон Джордан            | TKO (удары)                | UFC Fight Night: Boetsch vs. Henderson                | 6 июня 2015     | 2     | 0:48  | Новый Орлеан, США        |                                                                 |
| Победа    | 12-3 (1)  | Руан Поттс             | TKO (удары руками)         | UFC 184                                               | 28 февраля 2015 | 2     | 3:18  | Лос-Анджелес, США        |                                                                 |
| Поражение | 11-3 (1)  | Мэтт Митрион           | KO (удары руками)          | UFC Fight Night: Jacare vs. Mousasi                   | 5 сентября 2014 | 1     | 0:41  | Машантукет, США          |                                                                 |
| Победа    | 11-2 (1)  | Гуто Иносенте          | KO (удары руками)          | The Ultimate Fighter: Team Edgar vs. Team Penn Finale | 6 июля 2014     | 1     | 3:30  | Лас-Вегас, США           |                                                                 |
| Победа    | 10-2 (1)  | Джек Мэй               | TKO (удары руками)         | UFC on Fox: Werdum vs. Browne                         | 19 апреля 2014  | 1     | 4:23  | Орландо, США             |                                                                 |
| Победа    | 9-2 (1)   | Рики Шиверс            | TKO (удары руками)         | Legacy FC 18                                          | 1 марта 2013    | 3     | 4:22  | Хьюстон, США             | Защитил (1) титул чемпиона Legacy FC в тяжёлом весе             |
| Победа    | 8-2 (1)   | Джаред Рошолт          | KO (удары руками)          | Legacy FC 13                                          | 17 августа 2012 | 2     | 2:41  | Даллас, США              | Выиграл титул чемпиона Legacy FC в тяжёлом весе                 |
| Победа    | 7-2 (1)   | Джастин Фрейзер        | TKO (колено и руки)        | RFA 2                                                 | 30 марта 2012   | 1     | 2:37  | Карни, США               |                                                                 |
| Не сост.  | 6-2 (1)   | Джеремиа Констант      | NC (удары по затылку)      | Fight To Win: Paramount Prize Fighting 2012           | 27 января 2012  | 1     | 0:48  | Денвер, США              |                                                                 |
| Победа    | 6-2       | Раким Кливленд         | TKO (удары руками)         | Legacy FC 9                                           | 16 декабря 2011 | 3     | 3:12  | Хьюстон, США             |                                                                 |
| Победа    | 5-2       | Джей Пече              | TKO (удары руками)         | Immortal Kombat Fighting                              | 3 сентября 2011 | 1     | 0:46  | Спринг, США              |                                                                 |
| Поражение | 4-2       | Тони Джонсон           | Единогласное решение       | Bellator 46                                           | 25 июня 2011    | 3     | 5:00  | Холливуд, США            |                                                                 |
| Победа    | 4-1       | Тейлор Херберт         | TKO (удары руками)         | International Xtreme Fight Association                | 26 февраля 2011 | 1     | 2:14  | Хьюстон, США             |                                                                 |
| Победа    | 3-1       | Раким Кливленд         | Сдача (рычаг локтя)        | Worldwide Gladiator                                   | 12 ноября 2010  | 2     | 1:33  | Пасадина, США            |                                                                 |
| Победа    | 2-1       | Райан Мартинес         | TKO (удары руками)         | Fight to Win/King of Champions: Worlds Collide        | 24 июля 2010    | 2     | 1:03  | Денвер, США              |                                                                 |
| Поражение | 1-1       | Шон Джордан            | Единогласное решение       | Cajun Fighting Championships: Full Force              | 25 июня 2010    | 3     | 5:00  | Лафейетт, США            |                                                                 |
| Победа    | 1-0       | Ник Митчелл            | TKO (удары руками)         | Worldwide Gladiator                                   | 9 апреля 2010   | 2     | 1:33  | Пасадина, США            |                                                                 |